# Nattportieren
Nattportieren (originaltitel Il Portiere di notte), är en film från 1974 av den italienska regissören Liliana Cavani.

## Handling
Filmen handlar om en före detta koncentrationslägerfånge, Lucia, som tretton år efter krigsslutet möter en gammal SS-officer, Maximilian. Lucia träffade Maximilian i koncentrationslägret och hade ett mycket kluvet förhållande till honom och efter en tid inleder de en relation med sadomasochistiska tendenser.

## Rollista
- Dirk Bogarde - Maximilian Theo Aldorfer
- Charlotte Rampling - Lucia Atherton
- Philippe Leroy - Klaus
- Gabriele Ferzetti - Hans